# Milk Shake (programa de televisão)
Milk Shake foi um programa musical de televisão brasileiro exibido pela Rede Manchete de 6 de agosto de 1988 até 26 de dezembro de 1992. O programa era apresentado por Angélica.

## O programa
No dia 6 de agosto de 1988, ás 16h Angélica estreava a frente de uma nova atração na TV Manchete com direção artística de Jayme Monjardim e direção geral de Marcelo Zambelli, o programa musical Milk Shake, e com apenas 14 anos de idade a apresentadora tornava-se um dos principais contratos e estrela da emissora. O horário estava "órfão" do Cassino do Chacrinha, da Globo, devido ao falecimento do apresentador Abelardo Barbosa em 30 de junho. A emissora não escondeu a intenção de angariar a audiência que a concorrente havia perdido com a morte do Velho Guerreiro. O cenário remetia à anarquia do 'Cassino': carros e motocicletas da década de 1960 dividiam espaço com elementos de histórias em quadrinhos e letreiros em neon. Dirigido ao público infanto-juvenil, o programa agitava as tardes de sábado com muitos musicais, registrando bons índices de audiência, chegando logo em suas primeiras semanas á se fixar na vice-liderança, com médias em torno de 11 pontos. Milk Shake, como bem representa o seu nome, era uma mistura de todos os gêneros que estavam fazendo sucesso na época, além de ser um musical temático, ou seja, a cada semana o programa escolhia um tema no qual o palco, Angélica e seus assistentes ficavam caracterizados para abordá-lo. A fase do programa Milk Shake aliado ao programa Clube da Criança talvez tenha sido o ponto máximo da carreira de Angélica, a apresentadora alcançou um grande sucesso no comando dos dois programas e foi à frente das atrações que Angélica lançou seu primeiro álbum de estúdio no mesmo ano de 1988, o qual vendeu mais de 1 milhão cópias e que rendeu o hit "Vou de Táxi".
Para a própria Angélica, o Milk Shake representou um grande passo para a sua carreira e uma grande contribuição para a revelação de seu talento não apenas diante das crianças, como também do público jovem. A partir de agosto de 1992, o programa começou a ser gravado (com novos cenários) nos estúdios da Rede Manchete em São Paulo, já que sua parte de entretenimento havia migrado para a capital paulista durante o período que a IBF esteve à frente da emissora.
O último programa foi ao ar no dia 26 de dezembro de 1992, às vésperas do final do contrato de Angélica com a Rede Manchete. Mesmo com o forte assédio da Rede Globo e SBT, Angélica acabou renovando seu contrato com a Manchete em janeiro de 1993, porém o mesmo foi rescindido em 22 de março. No dia seguinte, Angélica recebeu uma correspondência de Adolpho Bloch dizendo que ela não deixasse a emissora, porque ele havia reassumido o controle da empresa, mas Angélica já estava com contrato assinado com o SBT. Assim chegava ao fim o Milk Shake, que não poderia continuar sem Angélica, a alma do programa.

## Produção
No programa Angélica desenvolvia seu lado atriz no quadro Shake Tudo ao lado de alguns atores iniciantes, entre uma atração musical e outra, nos quais eles interpretavam personagens diferentes em esquetes de humor, sustentadas no tema do dia. Também participavam das esquetes a atriz Babi Xavier, que aos 14 anos começou no Milk Shake como assistente de Angélica, a mulher transexual que fazia a socialite Fabianna Brazil e a anã Lurdinha de 1m39 de altura, atriz do Tablado (de Maria Clara Machado) que se fixou no programa após uma apresentação com banda Inimigos do Rei com a música  'Adelaide, minha anã Paraguaia'.
A cada semana era escolhido um tema no qual Angélica o cenário e os bailarinos se caracterizavam, alguns temas foram antológicos como por exemplo "Cinema Mudo", "Punk", "Marilyn Monroe", "Show de Variedades Sertanejas", "Milk Chinatown", "Greta Garbo", "Pantanal",  "APS", "Grécia Antiga" e uma sátira ao “Cassino do Chacrinha”.
Angélica recebia nomes como Paralamas do Sucesso, RPM, Nico Resende, Silvino, Rosanah no auge do refrão "Como uma Deusa", Beto Barbosa, Roupa Nova, Fábio Junior, José Augusto, Atchim & Espirro, Barão Vermelho, Engenheiros do hawai, Trem da Alegria, Sandy e Júnior cantando "A Reposta da Mariquinha", entre muitos outros nomes da música.

## Curiosidades
- Caetano Veloso elogiou a atração em entrevista à revista IstoÉ, o cantor elegeu o Milk Shake como seu programa musical preferido, porque tinha "de tudo". A atração recebeu desde de Caê até duplas sertanejas, passando pela MPB, Rock, e indo ao Palhaço Carequinha.

- Em 1989, Angélica chegou a oferecer espaço aos candidatos à Presidência da República a primeira eleição direta após anos de Regime Militar.

- A apresentadora também cantava músicas de seu repertório em destaques para "Vou de Táxi" (1988), "Toda Molhada de Chuva" (1990), "Cest la vie" (1990), e "Blue jeans" (1992).

## Trilha
Álbuns lançados e divulgados por Angélica durante o programa.
| Álbum    | Detalhes                                                                                   | Vendas              | Certificações  |
| -------- | ------------------------------------------------------------------------------------------ | ------------------- | -------------- |
| Angélica | - Lançamento: 1988 - Formatos: LP, K7 - Gravadora: CBS                                     | - Brasil: 1.200.000 | - PMB: Platina |
| Angélica | - Lançamento: 1989 - Formatos: CD, LP, K7 - Gravadora: CBS                                 | - Brasil: 800.000   | - PMB: Ouro    |
| Angélica | - Lançamento: 20 de julho de 1990 - Formatos: CD, LP, K7 - Gravadora: CBS                  | - Brasil: 500.000   | - PMB: Ouro    |
| Angélica | - Lançamento: 1991 - Formatos: CD, LP, K7, download digital - Gravadora: Columbia          | - Brasil: 400.000   | - PMB: Ouro    |
| Angélica | - Lançamento: Junho de 1992 - Formatos: CD, LP, K7, download digital - Gravadora: Columbia | - Brasil: 550.000   | - PMB: Ouro    |